# Justin Hamilton (ur. 1990)
Justin Hamilton (ur. 1 kwietnia 1990 w Newport Beach) – amerykański koszykarz, grający na pozycji środkowego, obecnie zawodnik Beijing Ducks.

## Kariera sportowa
27 lipca 2015 roku podpisał umowę z zespołem z Walencji. 11 lipca 2016 zawarł wieloletni kontrakt z klubem Brooklyn Nets. 13 lipca 2017 został wytransferowany do Toronto Raptors w zamian za DeMarre'a Carrolla oraz przyszłe wybory I i II rundy draftu. Dzień później został zwolniony.

## Osiągnięcia
Stan na 7 marca 2018, na podstawie, o ile nie zaznaczono inaczej.
NCAA
- Zaliczony do II składu SEC (2012)

Inne
- Uczestnik meczu gwiazd D-League (2014)
- Zaliczony do:
  - I składu:
    - Ligi Endesa (2016)
    - D-League (2014)

  - defensywnego NBA (2014)